# Acroriodes diplophana
Acroriodes diplophana là một loài bướm đêm trong họ Noctuidae.